# コハク酸セミアルデヒドデヒドロゲナーゼ
コハク酸セミアルデヒドデヒドロゲナーゼ（succinate-semialdehyde dehydrogenase）は、グルタミン酸と酪酸の代謝酵素の一つで、次の化学反応を触媒する酸化還元酵素である。
コハク酸セミアルデヒド + NAD+ + H2O {\displaystyle \rightleftharpoons } コハク酸 + NADH + 2 H+
反応式の通り、この酵素の基質はコハク酸セミアルデヒドとNAD+と水、生成物はコハク酸とNADHとH+である。
組織名はsuccinate-semialdehyde:NAD+ oxidoreductaseで、別名にsuccinate semialdehyde:NAD+ oxidoreductaseがある。